# Provincie Šimocuke

Mapa japonských provincií se zvýrazněnou provincií Šimocuke

Provincie Šimocuke (japonsky: 下野国; Šimocuke no kuni) byla stará japonská provincie, na jejímž území se dnes rozkládá prefektura Točigi.
Starobylé hlavní město provincie leželo poblíž dnešního města Točigi, ale během feudálních časů se hlavní centrum provincie nacházelo v blízkosti dnešního hlavního města Ucunomija. Během období Sengoku byly různé části Šimocuke pod nadvládou různých malých daimjó.
Ve městě Nikkó se nachází hrob Iejasua Tokugawy se svatyní (Nikkó Tóšógú).